# 청주청소년비행예방센터
청주청소년비행예방센터 또는 청주청소년꿈키움센터는 지역사회 청소년의 비행을 예방하고 이들의 건전한 성장을 도모하기 위하여 설립된 대한민국 법무부 청주소년원 소속기관으로 청주청소년비행예방센터장(5급)은 보호사무관으로 보한다. 충청북도 청주시 흥덕구 남지로 41번길 23에 있다.

## 연혁
- 2007년 10월 25일 청주대안교육센터 개청[1]